# 辛衍抒
辛寶羅（1993年4月30日—），藝名辛衍抒，韓國女歌手、演員。以女子组合gugudan成员身分出道，使用藝名Hana（하나），為组合隊長。2020年起以本名展開演技活動，2023年簽約新公司Mue a娛樂改以辛衍抒作為活動名。

## 演藝經歷

### 出道前
2014年6月16日，辛寶羅以高中生的身份在《高校處世王》中客串出演了朴珍珠一角。

### gugudan活動生涯
2016年6月14日，Jellyfish娛樂公開寶羅將加入即將推出的女團gu9udan出道，公開首波成員寶羅、娜英、美美個人概念照。6月28日，gugudan正式出道，發行首張迷你專輯《Act.1 The Little Mermaid》，主打歌為〈Wonderland （页面存档备份，存于）〉。
2017年2月27日，gugudan第二張迷你專輯《Act.2 Narcissus》發行，主打歌為〈A Girl Like Me （页面存档备份，存于）〉。
11月8日，gugudan發行首張單曲專輯《Act.3 Chococo Factory》，主打歌〈Chococo （页面存档备份，存于）〉。
2018年2月1日，發行第二張單曲專輯《Act.4 Cait Sith》，主打歌為〈The Boots （页面存档备份，存于）〉。。11月6日，gugudan第三張迷你專輯《Act.5 New Action》發行，主打歌為〈Not That Type （页面存档备份，存于）〉

### 組合解散
2020年12月31日， 公司發布公告，宣布gugudan將在12月31日終止活動並解散。

### 與jellyfish娛樂解除合約並與FN娛樂簽定合約
2021年4月30日，亦是寶羅生日當日。寶羅於個人Instagram表達感謝，以及表示已正式離開jellyfish娛樂。
2021年8月24日，FN娛樂宣布與寶羅簽訂專屬合約。公司表示這是寶羅由歌手到演員的新起點，將會全力支持寶羅。

### 演員生涯
2014年，寶羅首次參與劇集，於tvN《高校處世王》客串飾演高中女生，友雅（李烈音飾）的朋友，朴珍珠一角。
2016年11月22日，寶羅再次客串劇集，於KBS2《住在我家的男人》客串飾演吃放綜藝節目的來賓。
2020年10月11日，與吳東旻、 金伊敬 、 金承镐 等演員合作，主演PLAYLIST《MY FUXXXXX ROMANCE》。 此劇有關四個有著不同愛情觀的人，彼此相互糾纏的故事。
2021年1月21日，與李佳恩、張元赫  等演員合作，主演Naver TV V live《今天也很和平的中古國家》女主角娜拉 。此劇講述被交往多年的男友分手，將自己想作「戀愛市場」二手價值的女主遇到了理解二手價值的男主，重新找回自尊，開始新愛情的故事。
2021年1月30日，與高建漢合作主演《救救我，部長》。劇中角色為女主角娜恩，首席食品銷售團隊代表，對後輩放工生活平衡的保護者。 劇中愉快地描繪了年輕的「上班族」陷入了困境。
2021年8月24日，FN娛樂宣布與寶羅簽訂專屬合約。同時，宣布寶羅將出演電影《某天她在宇宙中》。

## 音樂作品

### 原聲帶(OST)
| 原聲帶 (OST)              |                |                                |         |
| 專輯名稱                  | 發行日期       | 曲目                           | 備註    |
| 《操心-OST Part.3》       | 2018年1月21日  | 心動預報（ Throbbing Weather） | 首張OST |
| 《觸及真心-OST Part.8》   | 2019年3月28日  | Falling Down                   |         |
| 《延南洞之家-OST Part.1》 | 2019年11月22日 | Walk in space                  |         |

## 影視作品

### 電影
| 年份 | 劇名           | 角色 | 備註 |
| 2023 | 愛在安娜普納峰 | 佩林 |      |
| 2023 | 某天她在宇宙   | 娜恩 | 主角 |

### 電視劇
| 年份 | 電視台 | 劇名                 | 角色   | 備註 |
| 2014 | tvN    | 高校處世王           | 朴珍珠 | 客串 |
| 2016 | KBS2   | 住在我家的男人       | —      | 客串 |
| 2019 | KBS2   | 山茶花開時           | —      | 客串 |
| 2022 | KBS    | 獨幕劇《沉默的羔羊》 | 鄭雅凜 |      |

### 網路劇
| 年份 | 播出平台 | 劇名                   | 角色   | 備註     |
| 2020 | PLAYLIST | My Fuxxxxx Romance     | 安知英 | 主角     |
| 2021 | Naver TV | 今天也很和平的中古國家 | 辛娜拉 | 主角     |
| 2021 | SBS      | 救救我，部長           | 李娜恩 | 主角     |
| 2021 | AbemaTV  | 雞尾酒系夏日伙伴       | 珍妮   | 特別出演 |
| 2021 | Kakao TV | Mr.LEE                 | 車恩珠 | 主角     |
| 2023 |          | 我們的D-Day            | 張友利 | 主角     |

## 外部連結
- 辛寶羅的Instagram帳戶
- YouTube上的辛寶羅頻道